# Kuzarjev Kal
Kuzarjev Kal – wieś w Słowenii, w gminie miejskiej Novo mesto. W 2018 roku liczyła 47 mieszkańców. 